# Санта Мадалена Алта (Болцано)
Санта Мадалена Алта је насеље у Италији у округу Болцано, региону Трентино-Јужни Тирол.
Према процени из 2011. у насељу је живело 9 становника. Насеље се налази на надморској висини од 1334 м.